# 21548 Брікюґлер
21548 Брікюґлер (21548 Briekugler) — астероїд головного поясу, відкритий 17 серпня 1998 року.
Тіссеранів параметр щодо Юпітера — 3,437.